# Francisco Ramos de Andrade Neves
Francisco Ramos de Andrade Neves (* 31. Mai 1874 in Rio Grande do Sul; † 15. Mai 1951 in Rio de Janeiro) war ein brasilianischer Generalmajor.

## Leben
Andrade Neves absolvierte eine Offiziersausbildung im Heer (Exército Brasileiro) der Streitkräfte (Forças Armadas do Brasil) und fand im Anschluss verschiedene Verwendungen als Offizier sowie Stabsoffizier. Er wurde am 20. Februar 1929 Mitglied der Beförderungskommission und war vom 4. November 1930 bis zum 6. Januar 1931 Chef des Stabes der Provisorischen Regierung von Staatspräsident Getúlio Vargas. Nach seiner Beförderung zum Generalmajor im April 1931 wurde er Kommandeur der 3. Militärregion (3.ª Região Militar) und fungierte zwischen dem 10. August 1934 und dem 1. April 1938 zunächst als Mitglied des Obersten Militärtribunals (Superior Tribunal Militar), ehe er zuletzt vom 1. April 1938 bis zum 25. Juli 1941 Präsident des Superior Tribunal Militar war.

## Weblink
- Francisco Ramos de Andrade Neves, In: generals.dk (portugiesisch) (abgerufen am 13. August 2020)

| Personendaten    | Personendaten                     |
| ---------------- | --------------------------------- |
| NAME             | Andrade Neves, Francisco Ramos de |
| KURZBESCHREIBUNG | brasilianischer Generalmajor      |
| GEBURTSDATUM     | 31. Mai 1874                      |
| GEBURTSORT       | Rio Grande do Sul                 |
| STERBEDATUM      | 15. Mai 1951                      |
| STERBEORT        | Rio de Janeiro                    |